# Wolfgang Haberl
Wolfgang Haberl (Ingolstadt, 21 gennaio 1960) è uno scrittore, insegnante e biografo tedesco.

## Biografia
Wolfgang Haberl provenendo da una famiglia piccolo-borghese nasce ad Ingolstadt, città fortemente caratterizzata da una politica conservatrice e da una monocultura di stampo industriale relativa alla produzione di automobili (Audi). La sua famiglia da parte materna ha radici in Slesia (oggi Polonia). Dopo la maturità classica ha assolto il servizio militare obbligatorio presso la „Pionierkaserne auf der Schanz“ di Ingolstadt, tuttavia è stato dichiarato obiettore di coscienza in seguito. Dal 1980 ha studiato per due anni alla Westfälische-Wilhelms-Universität di Münster (Vestfalia) e poi alla Libera Università di Berlino (Ovest) terminando il percorso universitario nel 1991 con il titolo accademico di Magister Artium. La sua tesi universitaria ha avuto come argomento la figura del cantautore statunitense Bob Dylan, argomento non gradito presso il John-F.-Kennedy-Institut für Nordamerikastudien perché considerato di carattere popolare. Risale all'inizio degli anni novanta la decisione di trasferirsi in Italia dove ha cambiato spesso residenza a causa di motivi professionali (Siena (Toscana), Anagni (Lazio), Verona (Veneto), Napoli (Campania)). Dal 1995 al 2010 ha svolto attività di area manager per la vendita di pietra naturale e agglomerato, mansione conclusa nella ditta Quarella (Verona).  Dal 2016 vive a Roma (quartiere San Lorenzo) e lavora come insegnante di tedesco nel liceo linguistico Federigo Enriques di Ostia.

## Libri
Nell'anno 2011 ha pubblicato il suo primo libro Zimmys Jukebox sul cantautore statunitense Bob Dylan con la casa editrice Südwestbuch-Verlag. Nel 2012 ha fatto seguito un secondo libro sul musicista Leonard Cohen intitolato Leonard Cohen: Die Ohnmacht der Worte che è stato ripubblicato in novembre 2018 con rilevanti modifiche e un titolo leggermente diverso Leonard Cohen: Die Macht der Worte sempre con la Südwestbuch-Verlag. Nel 2013 è stato pubblicato, sempre dalla stessa casa editrice, un terzo libro sulla musicista statunitense Patti Smith recensito dalla rivista „Rolling Stone Deutschland“. Nel 2015 si annovera con lo stesso editore un quarto libro sul musicista rock berlinese Rio Reiser.
La casa editrice berlinese Westkreuz-Verlag ha pubblicato nel 2015 il primo romanzo Niemand sagt was (in italiano: Nessuno dice qualcosa) il cui titolo con un gioco di parole fa riferimento al romanzo Keiner weiß mehr di Rolf Dieter Brinkmann, pubblicato nel 1968. Il libro racconta la storia d'amore di Edgar Rödl a Kreuzberg (quartiere di Berlino) nell'anno 1988 prima della caduta del muro. Nel 2017 si è avuta la pubblicazione di Italien!, nuovamente con il Westkreuz-Verlag. Il libro Italien! narra i 25 anni trascorsi dallo scrittore in Italia. Vengono mescolati in modo sperimentale testi autentici e fittizi appartenenti a diversi generi letterari (saggio, diario, articolo giornalistico, racconto breve, poesia). Particolarmente importanti nel libro sono le esperienze traumatiche dell'autore a Napoli (e provincia).
Alla fine del 2017 Wolfgang Haberl ha pubblicato un libro di poesie (100 Gedichte (und 1 Nachwort)) e ancora fanno seguito due sketch di teatro (Mein Affe macht Theater) con la casa editrice berlinese epubli.
In primavera 2021 viene pubblicato un suo libro sul cantautore siciliano Franco Battiato.'E la prima monografia sul musicista in una lingua diversa dall'italiano.
In estate 2022 viene pubblicato il romanzo Boboko.
In un weblog appositamente creato l'autore scrive recensioni su libri letti ed articoli su altri argomenti.

## Temi e stile
I protagonisti e i testi dei suoi libri spesso sono in bilico tra brevi atti di ribellione, spiritualità, un diffuso sentimento di nichilismo, rassegnazione e persino, a volte, senso di resa davanti a una cultura contemporanea globalizzata, priva di valori etici, vissuta come estranea, empia e onnipotente.
Un altro tema importante è la riflessione sulla marginalizzazione sempre più evidente della stessa letteratura che da decenni non riesce più a produrre testi rilevanti perdendo sempre di più la sua aura millenaria di alta cultura, mentre viene annientata dalla cacofonia televisiva ed informatica relativa a piattaforme social sempre più diffuse. Haberl lamenta in questo contesto i processi  (a suo avviso) „mafiosi“ dei circuiti culturali e letterari in Germania poco trasparenti e spesso ingiusti. Secondo l'autore l'„industria letteraria“ contemporanea risulta protettiva verso una cultura mainstream e rivela la sua chiusura in vari campi come, ad esempio, nei contatti tra case editrici più autorevoli e la politica culturale ufficiale, nella terze pagine della stampa accreditata, nei premi letterari e nelle classifiche dei libri più venduti.  L'autore sostiene invece la validità della tradizione letteraria underground e trova un apprezzabile riferimento in Rolf Dieter Brinkmann e più ancora, nei suoi precursori nordamericani della Beat Generation.
Una riflessione sulle sue teorie poetiche si trova nell'epilogo del libro di poesie (100 Gedichte (und 1 Nachwort)).
Il suo stile letterario è spesso volutamente laconico, sarcastico e grottesco.

## Boboko

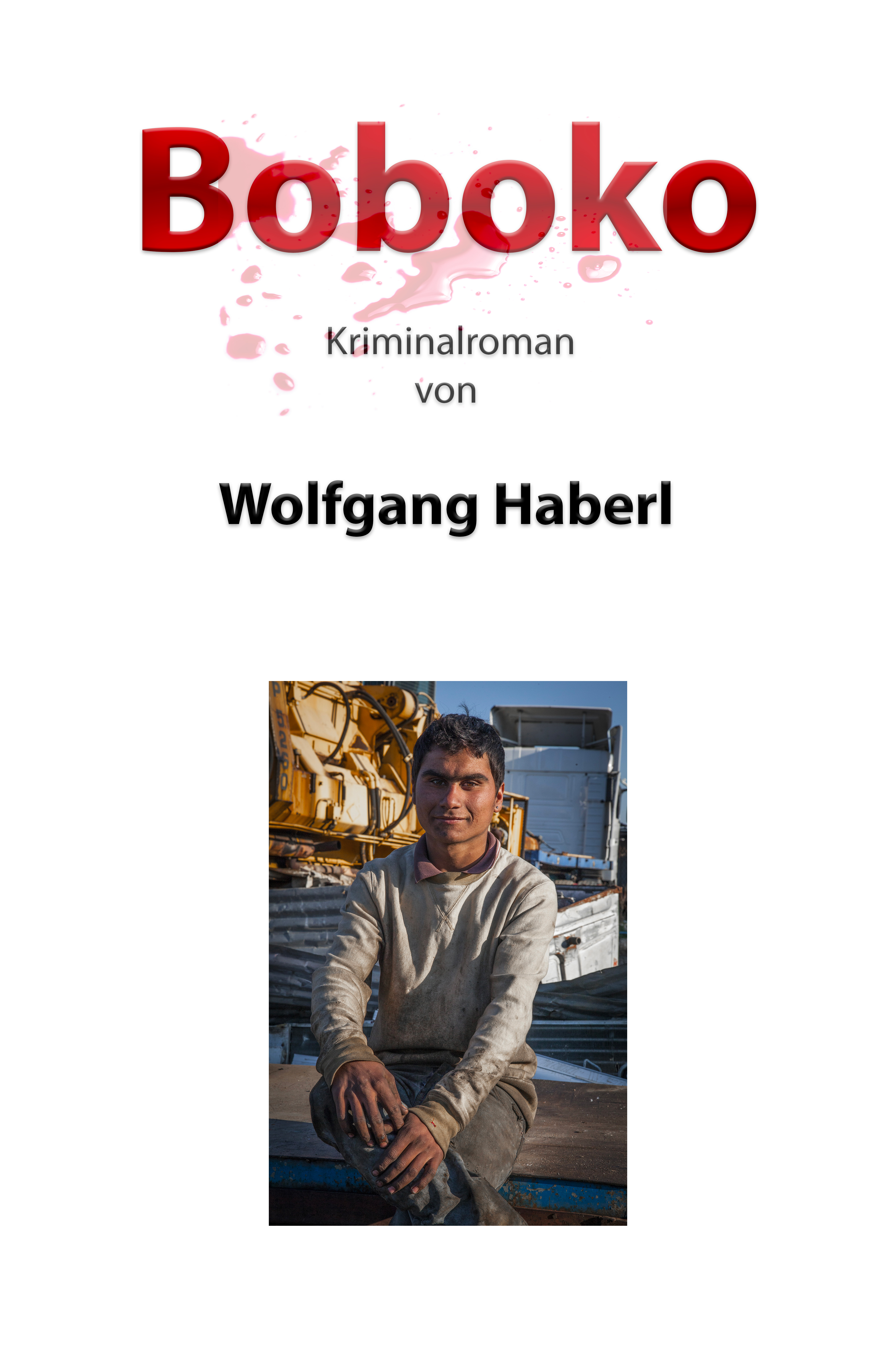
Boboko Cover

La storia di una gita scolastica a Napoli nel settembre 2016, durante la quale due ragazze berlinesi vengono rapite e rilasciate per un riscatto, viene ampliata nel romanzo da molteplici digressioni sulla Germania e sull'Italia. I numerosi capitoli relativi all’industria automobilistica tedesca si concentrano sul periodo nazista e fanno luce sulle condizioni storiche di un'industria tedesca chiave che esemplifica lo sviluppo economico e la prosperità dell’attuale RFT. Dal punto di vista tematico, il romanzo è orientato verso la „Scrittura Vera” („True Writing“) della „Beat Generation“, ossia il racconto di reali storie personali e persone conosciute. La descrizione della Germania è limitata a Berlino e Hildesheim, luoghi di residenza di Hans Haller e della sua ex moglie Wilma Wildlife. In Italia, Napoli e il Salento, nell'Italia meridionale, sono al centro dell'attenzione. Il romanzo è caratterizzato da una visione pessimistica: nelle odierne società occidentali post-industriali, gli esseri umani sono semplici merci intercambiabili. Le possibili utopie post-pasoliniane di riscatto da parte di un sottoproletariato urbano di zingari che ha perso da tempo la sua innocenza, non sono più concepibili, poiché anche le persone espulse della società hanno interiorizzato i suoi meccanismi capitalistici. Frequenti riferimenti interculturali e „Easter Eggs” caratterizzano lo stile di scrittura del romanzo. Oltre ai fili rossi storico-sociologico-filosofici, che Haller tesse a volte con Matt Scheibe, un amico di vecchia data, ci sono numerosi aspetti intellettuali collaterali, come ad esempio, alla fine del romanzo, la presenza dei Paesi dell'Europa dell'Est e la loro integrazione nella Comunità europea influenzata dall'Europa occidentale con dislocazioni che continuano ancora oggi. Qui si innesca la riflessione presente nella canzone „Democracy" (1992) di Leonard Cohen.

## Klassenfeinde

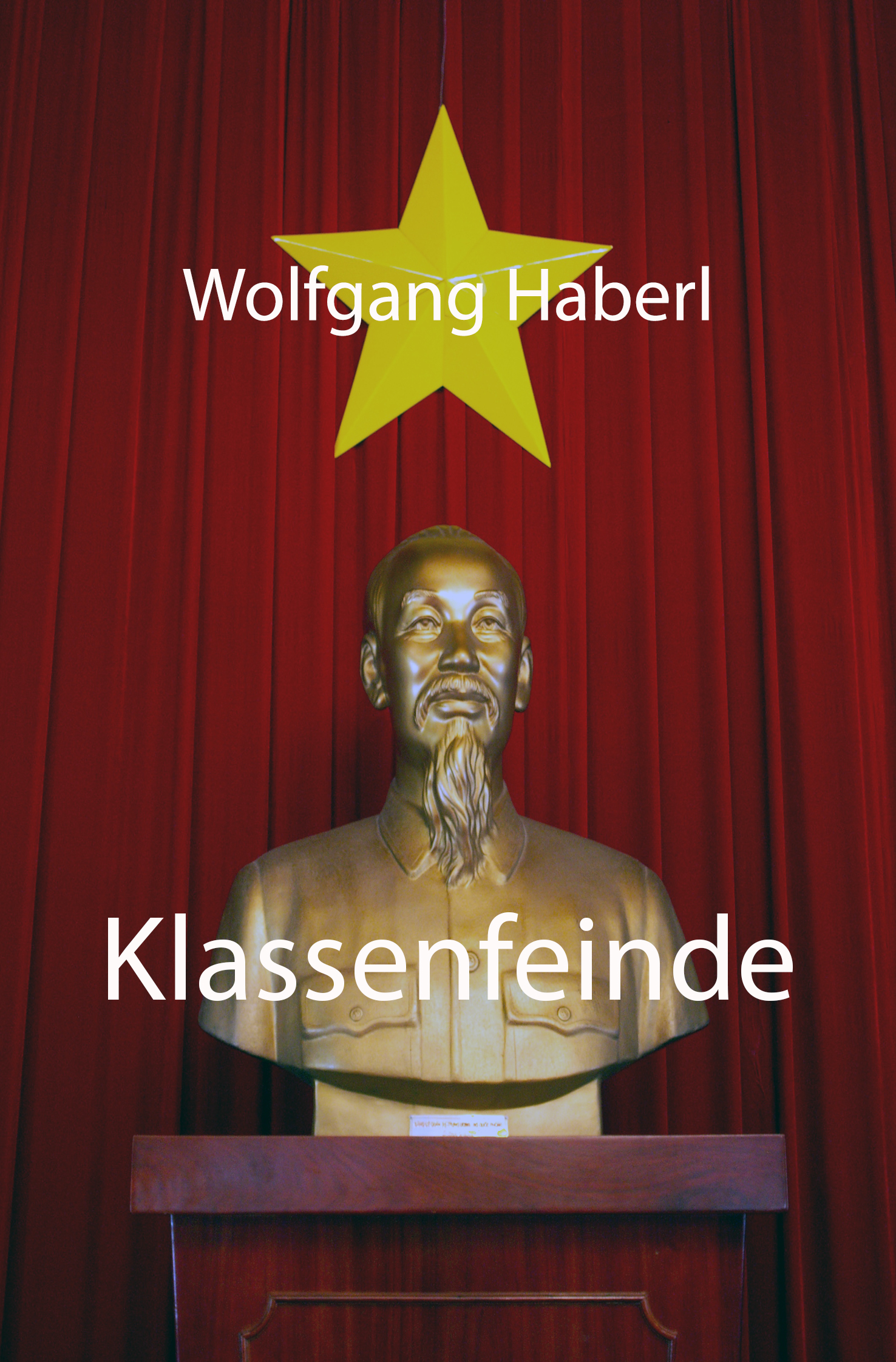
Klassenfeinde Cover

Nel 2024 è stato pubblicato il breve titolo autobiografico „Klassenfeinde" (nemici di classe), che descrive alcuni compagni di classe del Reuchlin-Gymnasium di Ingolstadt alla fine degli anni Settanta.. Il libro è una critica appena celata e spesso ironica dell'ambiente culturale bavarese della fine degli anni Settanta, caratterizzato da una politica conservatrice e ottusa, dall'ipocrisia e dal provincialismo.

## Opere

### Biografie
- Wolfgang Haberl, Zimmys Jukebox. Ausgewählte Lieder von Bob Dylan, 1ª ed., Stuttgart, SWB, 2011, ISBN 978-3-942661-82-9.
- Wolfgang Haberl, Leonard Cohen. Die Ohnmacht der Worte, 2018 erschien eine Neuauflage unter dem Titel Leonard Cohen: Die Macht der Worte., 1ª ed., Stuttgart, SWB, 2012, ISBN 978-3-942661-60-7.
- Wolfgang Haberl, Patti Smith, 1ª ed., Stuttgart, SWB, 2013, ISBN 978-3-944264-08-0.
- Wolfgang Haberl, Rio Reiser. Ein Anarchist aus Deutschland, Biografie, 1ª ed., Stuttgart, SWB, 2015, ISBN 978-3-944264-67-7.
- Wolfgang Haberl, Franco Battiato. Oh! Sweet Nuthin’, 1ª ed., Berlin, epubli, 2021, ISBN 978-3-7541-0935-9.

### Romanzi, Narrativa, Poesia, Teatro
- Wolfgang Haberl, Niemand sagt was, Roman, 1ª ed., Berlin / Bonn, Westkreuz-Verlag, 2015, ISBN 978-3-944836-25-6.
- Wolfgang Haberl, Italien!, 1ª ed., Berlin / Bonn, Westkreuz-Verlag, 2017, ISBN 978-3-944836-37-9.
- Wolfgang Haberl, 100 Gedichte (und 1 Nachwort), 1ª ed., Berlin, epubli, 2017, ISBN 978-3-7450-5752-2.
- Wolfgang Haberl, Mein Affe macht Theater. 2 Bühnenstücke, 1ª ed., Berlin, epubli, 2017, ISBN 978-3-7450-7030-9.
- Wolfgang Haberl, Boboko, Roman, 1. Auflage, epubli, Berlin 2022, ISBN 9783756513482.
- Wolfgang Haberl, Klassenfeinde, 1ª ed., Berlin, epubli, 2024, ISBN 978-3-7598-5445-2.